# Jean Pierre Frédéric Ancillon

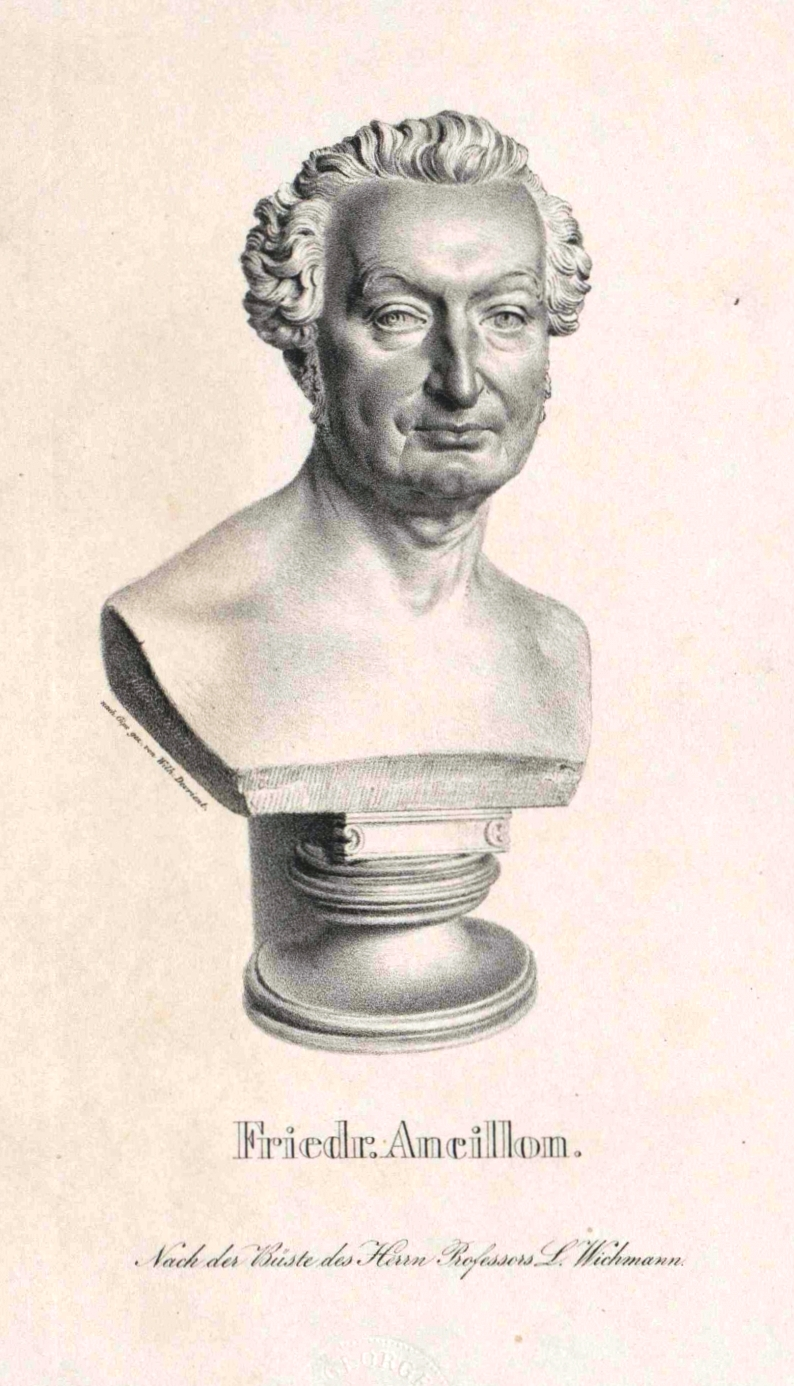
Friedrich Ancillon, Büste von Ludwig Wilhelm Wichmann

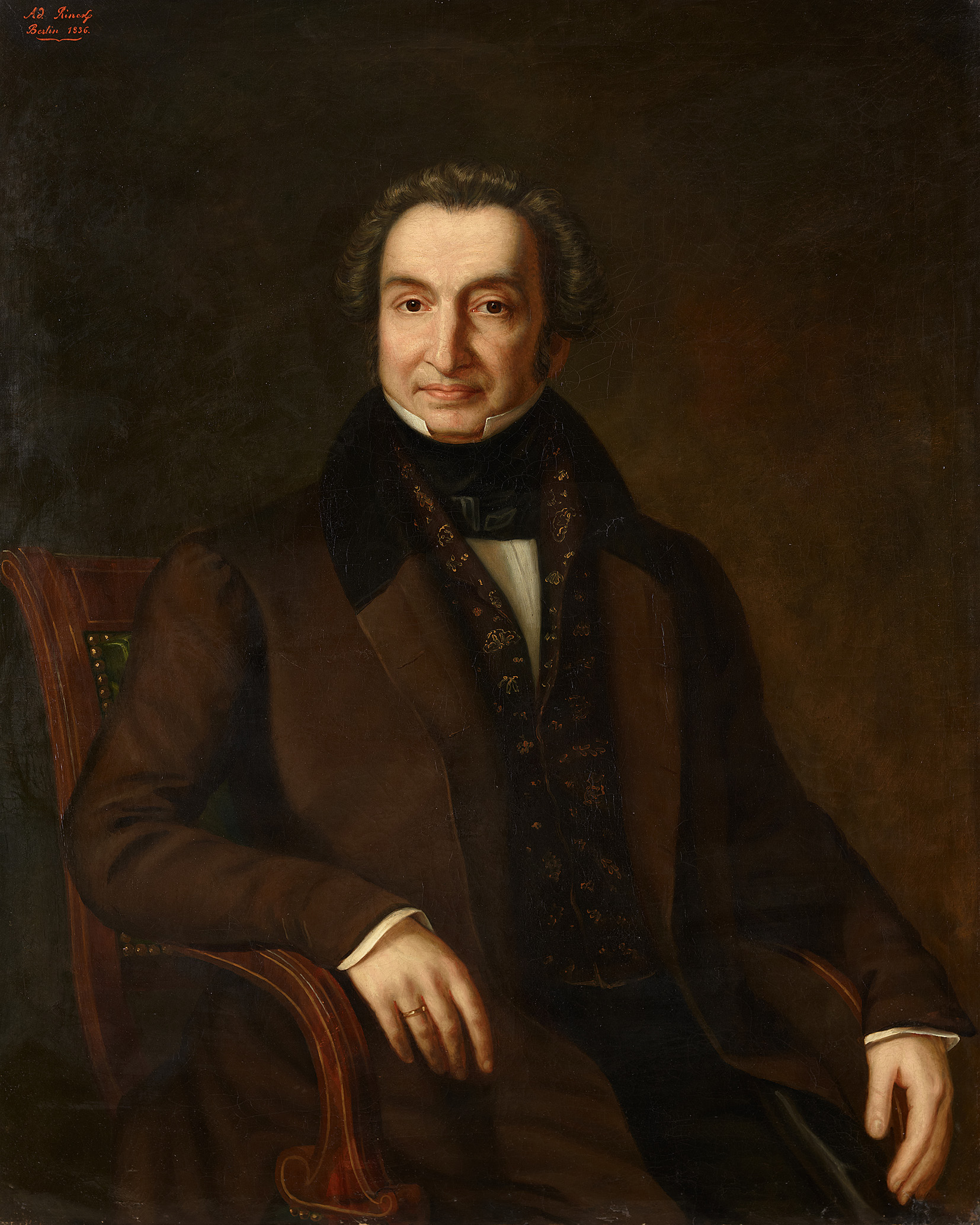
Jean Pierre Frédéric Ancillon

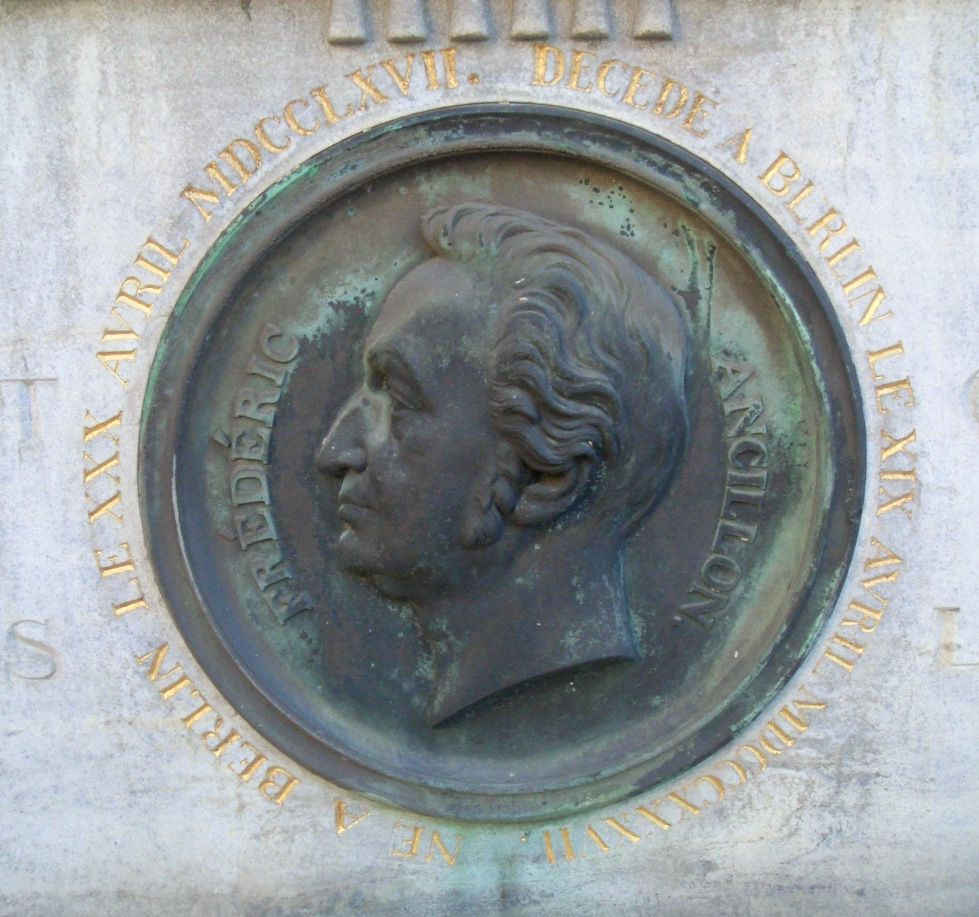
Grab-Medaillon, Französischer Friedhof (Berlin)

Jean Pierre Frédéric Ancillon (genannt Friedrich oder Johann Peter Friedrich, * 30. April 1767 in Berlin; † 19. April 1837 ebenda) war ein preußischer Staatsmann, Philosoph und Erzieher des späteren Königs Friedrich Wilhelm IV. von Preußen.

## Leben
Ancillon, Urenkel des Hugenotten Charles Ancillon und Sohn des Theologen und Philosophen Louis Frédéric Ancillon und der Marie geb. Mathis, studierte in Genf Protestantische Theologie und wurde 1790 Prediger an der Friedrichswerderschen Kirche in Berlin. Im Jahre 1792 erhielt er eine Professur für Geschichte an der preußischen Académie militaire. 1803 wurde Ancillon zum königlichen Hofhistoriographen ernannt und zudem Mitglied der Akademie der Wissenschaften in Berlin. Seine Ernennung zum Staatsrat im Kulturdepartement erfolgte 1809. Am 23. Juni 1810 trat Ancillon – wohl vor allem auf Betreiben der Königin – als Nachfolger Friedrich Delbrücks sein Amt als Erzieher des Kronprinzen an und gab das Predigeramt sowie die Professur auf.
Als Erzieher des Kronprinzen wirkte Ancillon stark auf dessen geistige Entwicklung ein. Dieser Einfluss Ancillons auf Friedrich Wilhelm IV. offenbarte sich nicht zuletzt in dessen schroff ablehnender Haltung gegenüber der Revolution von 1848.
Nach der Volljährigkeit des Prinzen 1814 trat Ancillon als Wirklicher Geheimer Legationsrat in das Ministerium der auswärtigen Angelegenheiten ein. 1817 wurde er zum Mitglied des Staatsrates und des Ausschusses für die Bearbeitung und Einführung der provinzialständischen Verfassung und des Oberzensurkollegiums berufen. Fortan spielte Ancillon als Angehöriger der Hofpartei und Gegenspieler Hardenbergs eine wichtige Rolle bei der Auseinandersetzung um die Einführung einer Verfassung in Preußen.
Im Mai 1831 erfolgte die Ernennung Ancillons zum Wirklichen Geheimrat sowie zum Chef des Departements für das Fürstentum Neuenburg und am 25. Juli 1831 zum Staatssekretär für die auswärtigen Angelegenheiten. 1832 wurde Ancillon als Staatsminister an die Spitze des preußischen Außenministeriums berufen und entwarf u. a. 1834 mit Metternich das Wiener Schlussprotokoll. Die Außenpolitik Ancillons stellte sich voll in den Dienst der Metternichschen Restaurationspolitik.

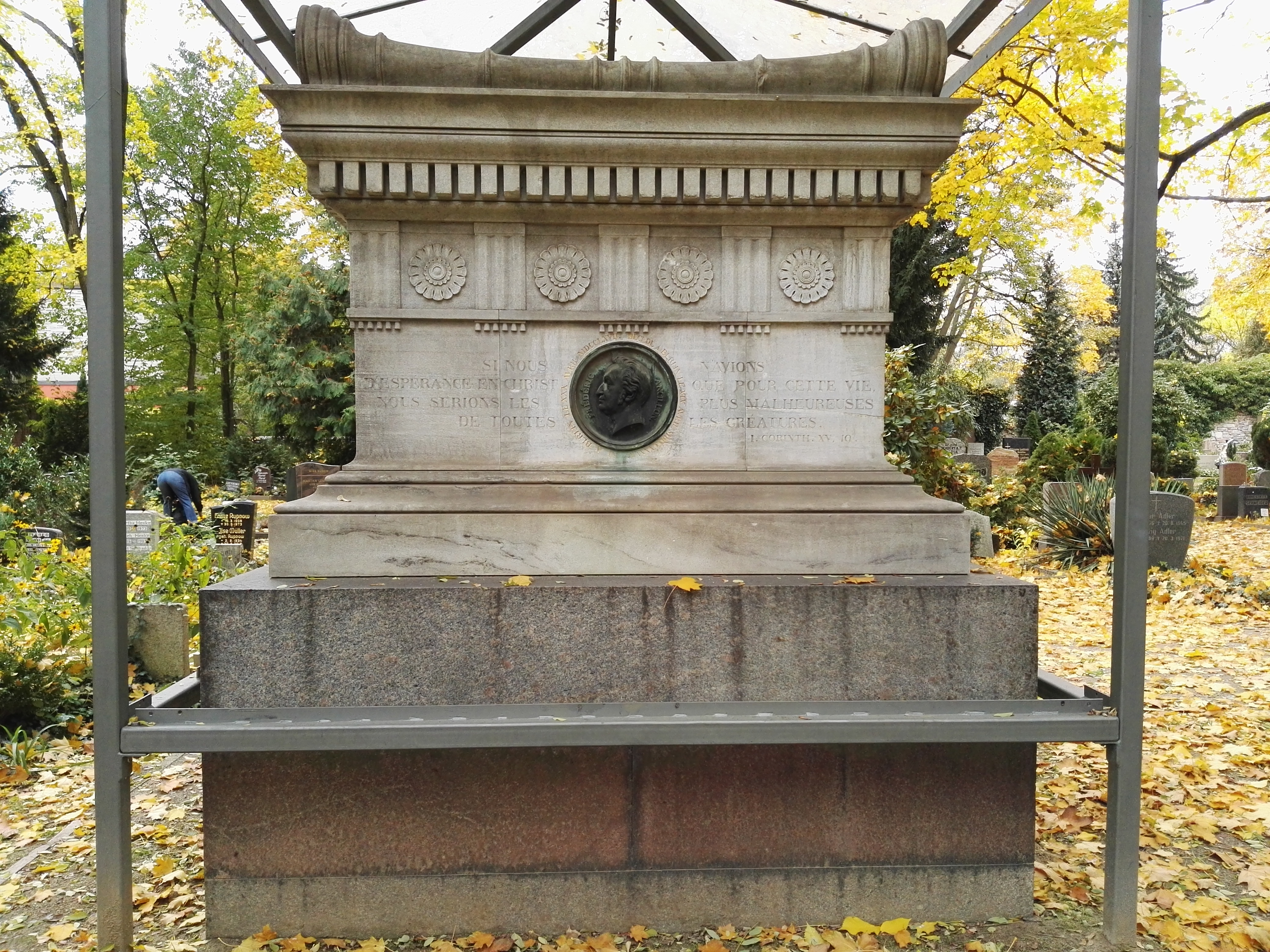
Grabstätte

Ancillon starb am 19. April 1837 in Berlin. Er ist auf dem Französischen Friedhof in Berlin-Mitte bestattet.

## Philosophie
Die Staatsphilosophie Ancillons bewegt sich im Spannungsfeld von Aufklärung, Romantik und Christentum. Dabei orientiert sich Ancillon, der eine eklektische Methode verwendet, vor allem an Edmund Burke und Charles de Montesquieu. Maßgeblich geprägt wurde Ancillons politische wie philosophische Entwicklung durch das Erlebnis der Französischen Revolution als Augenzeuge. Ziel Ancillons ist stets die innen- wie außenpolitische Harmonie, das Vermeiden von Konflikten sowie die organische Entwicklung von Staat und Gesellschaft.
Ohne eine vollständige und systematische Staatsphilosophie zu entwickeln, geht Ancillon von aufklärerischen Grundannahmen wie der Perfektibilität des Menschen und des umfassenden Einflusses von Verstand und Vernunft auf das menschliche Handeln aus. Zugleich ist aber nur diejenige Gesellschaft erstrebenswert, die nicht allein nach rationalen Prinzipien konstruiert wird, sondern im Laufe der Geschichte und der Abfolge der Generationen organisch gewachsen ist. Ancillon lehnt also sowohl die radikale Aufklärung, die er für die Französische Revolution verantwortlich macht, als auch bloße Romantik, der er das Vermögen einer praktikablen und dem Menschen Entwicklungsmöglichkeiten eröffnenden Staatskonstruktion abspricht, ab. Ziel der Ancillonschen Staatsphilosophie ist somit die Synthese von Aufklärung und Romantik unter konservativen Vorzeichen, nämlich in einem Vernunftansprüchen genügenden Ständestaat.

## Rezeption
Das historische Urteil über Ancillon ist ambivalent. Leopold von Ranke blickt in seinem Artikel über Friedrich Wilhelm IV. in der Allgemeinen deutschen Biographie mit Wohlwollen auf dessen Erzieher Ancillon: In Ancillon repräsentierte sich noch einmal Sinn und Art der französischen Kolonie in Berlin; in der Bildung einer immer gegenwärtigen Kunde der Ereignisse der Geschichte sowie der Dogmengeschichte der Philosophie suchte er seinesgleichen. Allerdings finden sich im selben Werk, nämlich im Ancillon behandelnden Artikel, auch diese Worte eines anonymen Verfassers: Es erscheint heute unbegreiflich, wie die Schriften Ancillons Aufmerksamkeit erregen konnten, in denen ein süßlicher Optimismus mit salbungsvoller Phrase und Kirchencanzellogik sich zu einem Brei mischen, der allenfalls für das Bedürfniß weichlicher Hofdamenseelen ausreichen mochte.
Auch Heinrich von Treitschke äußert sich ähnlich: Ancillon lag die Angst vor der Revolution in allen Gliedern und als das revolutionäre Weltreich endlich gefallen war, wahrlich ohne Ancillons Zutun, da wendete sich der Zaghafte den Ansichten Metternichs zu und folgte gelehrig jedem Wink der Hofburg.
Noch im 20. Jahrhundert kritisieren Historiker wie Reinhart Koselleck oder Hans-Joachim Schoeps Ancillon für dessen konservativ-restaurative Außenpolitik sowie seine Anstrengungen, die Einführung einer Verfassung in Preußen zu verhindern.

## Werke
- Mélanges de littérature et de philosophie (Berlin 1801, 2 Bde.; 3. Aufl. 1823);
- Tableau des révolutions du système politique de l’Europe depuis la fin du XVème siècle (Paris 1803–1805, 4 Bde.);
- Friedrich Ancillon’s Darstellung der wichtigsten Veränderungen im Staatensysteme von Europa seit dem Ende des fünfzehnten Jahrhunderts (Berlin 1804–1806, 3 Bde., übersetzt von D. Friedrich Mann);
- Über Souveränität und Staatsverfassung (Berlin 1816);
- Über die Staatswissenschaft (Berlin 1819), Digitalisat (Erscheinungsjahr 1820);
- Über Glauben und Wissen in der Philosophie (Berlin 1824).;
- Nouveaux essais de politique et de philosophie (Berlin 1824, 2 Bde.);
- Über den Geist der Staatsverfassungen und dessen Einfluß auf die Gesetzgebung (Berlin 1825; neue Ausg. in franz. Sprache, Paris. 1850);
- Pensées sur l'homme, ses rapports et intérets (Berlin 1829, 2 Bde.);